# Cylindrotettix obscurus
Cylindrotettix obscurus är en insektsart som först beskrevs av Carl Peter Thunberg 1827.  Cylindrotettix obscurus ingår i släktet Cylindrotettix och familjen gräshoppor. Inga underarter finns listade i Catalogue of Life.